# Andrei Karlov
Andrei Karlov (în rusă Андрей Геннадьевич Карлов, n. 4 februarie 1954, Moscova, RSFS Rusă, URSS – d. 19 decembrie 2016, Çankaya⁠(d), Ankara (il), Turcia) a fost un diplomat rus. A fost ambasadorul extraordinar și plenipotențiar al Federației Ruse în Coreea de Nord (9 iulie 2001 - 20 decembrie 2006) și în Turcia (12 iulie 2013 - 19 decembrie 2016). Karlov a fost numit post-mortem Erou al Federației Ruse (Герой Российской Федерации) (2016). A fost împușcat mortal pe 19 decembrie 2016 de către Mevlüt Mert Altıntaș, fost ofițer de poliție, în incinta unei expoziții de artă din Ankara.